# Bruna Tenório
Bruna Tenório (27 de junio de 1989) es una modelo brasileña.

## Biografía
Bruna nació en Maceió, Alagoas. Es de ascendencia nativa brasileña.
Bruna Tenório comenzó su carrera en 2006 desfilando para diseñadores como Chanel, Christian Dior y Dolce & Gabbana en París y Milán. Fue considerada una estrella en alza por Style.com.
Desde su debut, en 2006, Tenório ha sido el rostro de campañas para Anna Sui, Gap, Kenzo, D&G, Chanel Haute Couture, Vera Wang, Valentino Haute Couture, Me & city. Ha figurado en las portadas de L'Officiel, Vogue y Elle. Ha desfilado para Alexandre Herchcovitch, Chanel, Dolce & Gabbana, Louis Vuitton, Marc Jacobs, Versace, Carolina Herrera, Christian Dior, Michael Kors, entre otros.
En julio de 2020 anunció su primer embarazo junto a su pareja, Felipe Faria.